# Vilafamés

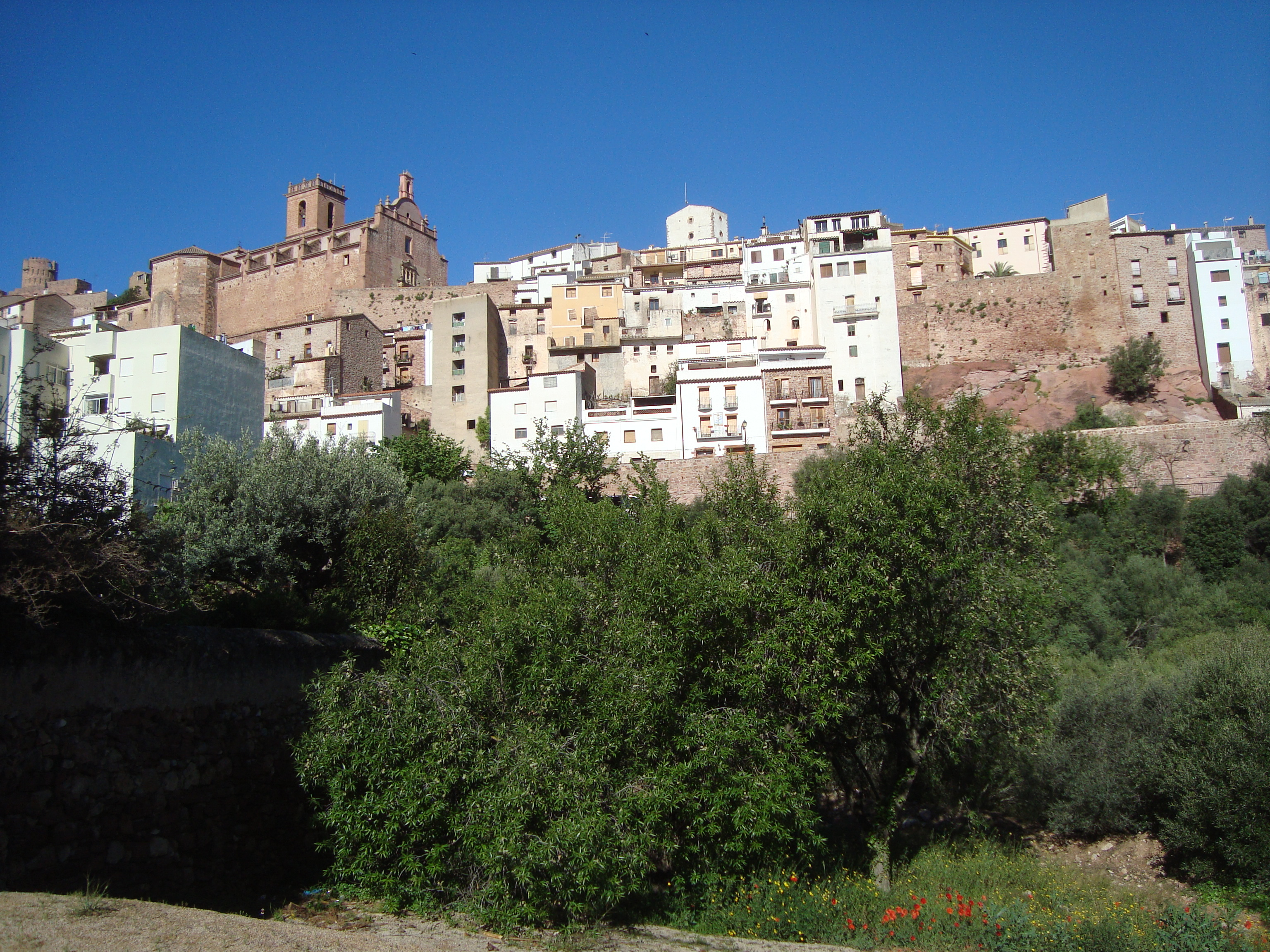
Vilafamés

Vilafamés là một đô thị trong tỉnh Castellón, Cộng đồng Valencia, Tây Ban Nha. Đô thị Vilafamés có diện tích 70,4 km², dân số theo điều tra năm 2010 của Viện thống kê quốc gia Tây Ban Nha là 1984 người. Đô thị Vilafamés nằm ở khu vực có độ cao 391 mét trên mực nước biển.

## Tham khảo

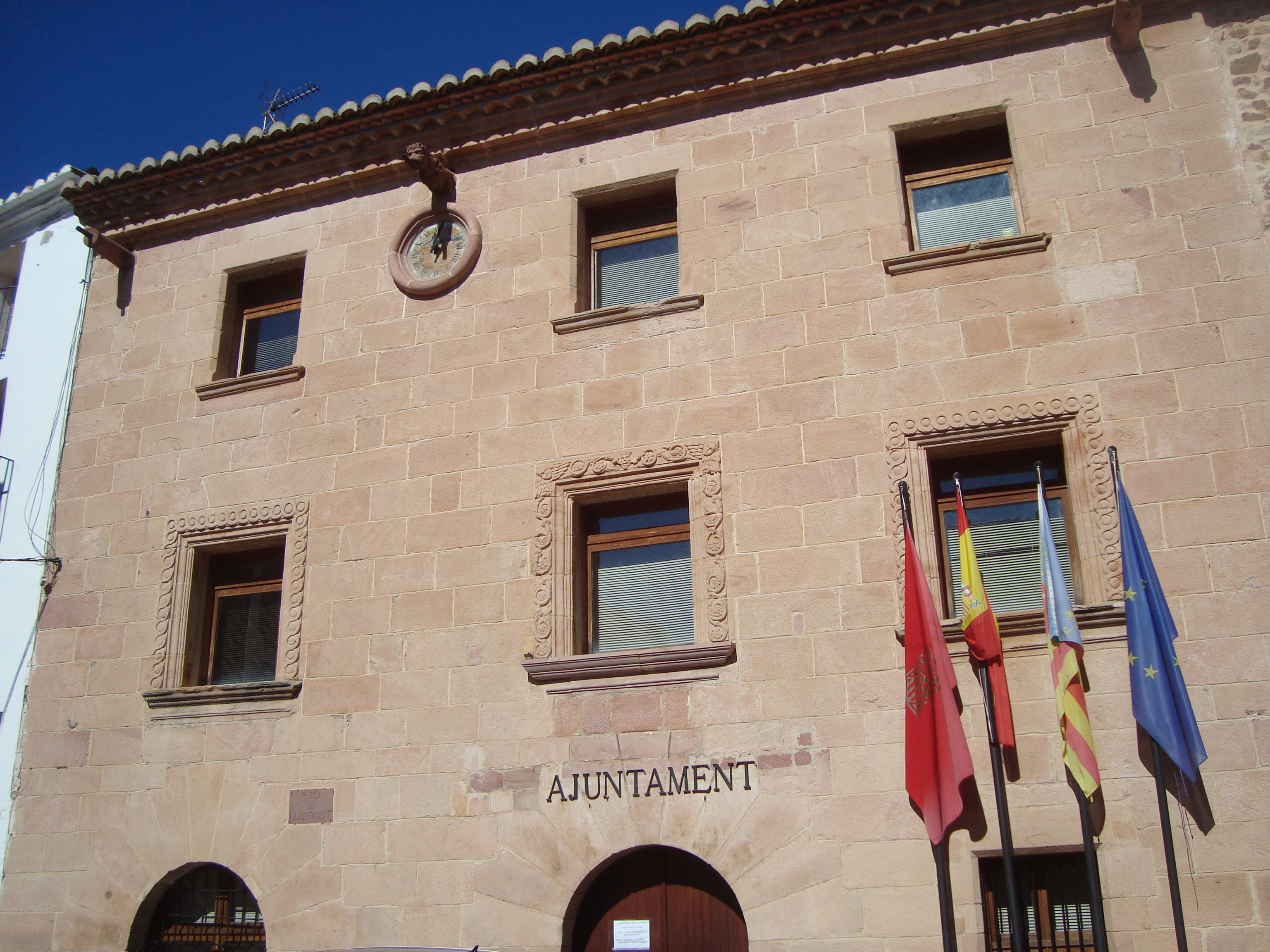
Ajuntament de Vilafamés